# Friedrichroda
Friedrichroda este un oraș din landul Turingia, Germania.